# 4. prekomorska brigada NOVJ
Za druge 4. brigade glejte 4. brigada.
4. prekomorska brigada je bila prekomorska brigada NOV in POJ.

## Zgodovina
4. prekomorska brigada je bila partizanska pehotna brigada, ustanovljena 7. septembra 1944 Bariju v Italiji. Brigada je bila sestavljena iz približno 1000 vojakov, med katerimi je bilo okoli 600 Slovencev iz logističnih služb v Brindisiju, Monopoliju in Bariju. Njena naloga je bilo oskrbovanje ladij v pristaniščih zahodne italijanske obale, ki so prevažale material v Dalmacijo. Dve četi 3. bataljona sta bili kasneje premeščeni tudi na letališče Zemun pri Beogradu. Mnogi borci 4. prekomorske brigade so v t. i. »letečih četah« spremljali zavezniška letala v mnogih bojnih nalogah nad Jugoslavijo, Grčijo, Albanijo in Italijo. V Split je bila brigada prepeljana 28. maja 1945, zatem pa je bila razpuščena v Ljubljani junija 1945.

## Organizacija
1943
- štab
- 1. bataljon
- 2. bataljon
- 3. bataljon

## Poveljstvo
- poveljnik: Dušan Vukotić, Anton Černe - Zvone
- namestnik pov.: Franc Artač
- politični komisar: Boško Kerkez (v.d.), Franc Žugel, Franc Kralj (1945), Tonček Kovač
- namestnik pol. komisarja: Boško Kerkez (sept.- dec. 1944), Edin Pervanje (dec. 1944 - )